# Josef Sapl
Josef Sapl (Sappl) (* 10. September 1862 in Kundl; † 8. Oktober 1925 ebenda) war ein österreichischer Orgelbauer.

## Leben
Josef Sapl war ein Schüler von Hans Mauracher und Franz Reinisch. Er fertigte zunächst mechanische Instrumente mit Schleiflade und wandte sich dann der mechanischen und später der pneumatischen Kegellade zu. Er war auch als Harfenbauer tätig.

## Werkliste
| Jahr | Ort         | Gebäude                    | Bild | Manuale | Register | Bemerkungen                                                    |
| ---- | ----------- | -------------------------- | ---- | ------- | -------- | -------------------------------------------------------------- |
| 1895 | Schwendt    | Pfarrkirche                |      | I/P     | 6        | →Organindex                                                    |
| 1896 | Brandenberg | Pfarrkirche                |      | I/P     | 12       | 2024 Rückführung auf den Originalzustand durch Christian Erler |
| 1897 | Kelchsau    | Pfarrkirche                |      | I/P     | 6        |                                                                |
| 1900 | Schwoich    | Pfarrkirche                |      | I/P     | 10       | nicht erhalten, seit 1994 Orgel von Rieger Orgelbau            |
| 1901 | Hochfilzen  | Pfarrkirche                |      | I/P     | 7        |                                                                |
| 1902 | Niederau    | Pfarrkirche                |      | I/P     | 10       | nicht erhalten, seit 1973 Orgel von Hermann Oettl              |
| 1906 | Thiersee    | Pfarrkirche Hinterthiersee |      | I/P     | 10       |                                                                |
| 1907 | Auffach     | Pfarrkirche                |      | I/P     | 10       | seit 2012 in Ripabottoni/Molise                                |
| 1909 | Thierbach   | Pfarrkirche                |      | I/P     | 8        | →Organindex                                                    |